# Garelli Flexi 125
Der Garelli Flexi 125 war ein Motorroller des italienischen Herstellers Garelli, der zwischen 2010 und 2011 produziert wurde. Das Modell zeichnete sich durch seine kompakte Form und seine Alltagstauglichkeit aus. Der Roller hatte einen luftgekühlten Einzylinder-Viertaktmotor und ein stufenloses Getriebe. Er entsprach der Euro-3-Abgasnorm. Bezüglich Aussehen und Leistung wurde er von zahlreichen Konkurrenten übertroffen und war kein kommerzieller Erfolg.

## Technische Daten
| Merkmal               | Garelli Flexi 125                 |
| --------------------- | --------------------------------- |
| Produktionszeitraum   | 2010–2011                         |
| Motortyp              | Einzylinder-Viertakt, luftgekühlt |
| Hubraum               | 125 cm³                           |
| Leistung              | 5,1 kW (6,9 PS)                   |
| Getriebe              | Stufenloses Getriebe              |
| Antrieb               | Riemenantrieb                     |
| Bremse vorne          | Scheibenbremse (Ø 170 mm)         |
| Bremse hinten         | Trommelbremse                     |
| Radstand              | 1180 mm                           |
| Maße (L×B×H)          | 1870 mm × 635 mm × 1150 mm        |
| Sitzhöhe              | 780 mm                            |
| Leergewicht           | 109 kg                            |
| Höchstgeschwindigkeit | ca. 80 km/h                       |
| Tankinhalt            | 6,5 Liter                         |